# Cantó de Massy
El cantó de Massy és un cantó francès del departament d'Essonne, situat al districte de Palaiseau. Creat amb la reorganització cantonal del 2015.

## Municipis
- Chilly-Mazarin
- Massy